# Trésor de la langue française
Der Trésor de la langue française (TLF) ist ein einsprachiges Großwörterbuch des modernen Französisch, das im Internet frei zugänglich ist. Es wurde 1960 als Großprojekt des gaullistischen Frankreichs unter Einsatz erheblicher finanzieller Mittel und zahlreicher Mitarbeiter von Paul Imbs begonnen, von Bernard Quemada weitergeführt und von Robert Martin abgeschlossen. Es erschien zuerst von 1971 bis 1994 als Papierwörterbuch in 16 Bänden (auf 25.000 Seiten) und wurde ab 1996 digitalisiert.
Das Wörterbuch hat ca. 100.000 Artikel, die überwiegend aus literarischen und journalistischen Quellen gearbeitet sind. Es beschreibt den Wortschatz des 19. und 20. Jahrhunderts, fügt aber zu jedem Artikel einen (weniger aufwendigen) historischen Anhang hinzu mit Dokumentation der Bedeutungsentwicklung seit dem Erstbeleg.
Besondere Kennzeichen der Artikel sind: reich ausformulierte Definitionen (insgesamt 270.000) in einem fein gegliederten semantischen Gerüst; zahlreiche Zitate mit genauer Quellenangabe; bedeutender Reichtum an üblichen Wortverbindungen („Kollokationen“) und phraseologischen Einheiten (insgesamt 430.000 Beispiele).
Die digitalisierte Fassung des Trésor de la langue française nennt sich Trésor de la langue française informatisé (TLFi). Das Forschungslabor des Centre national de la recherche scientifique (CNRS), in dessen Struktur das Wörterbuch eingebunden ist, hieß ursprünglich Centre de recherche pour un Trésor de la langue française, dann Institut National de la Langue Française (INALF) und trägt heute den Namen Analyse et traitement informatique de la langue française (ATILF). Es ist nach wie vor an der Universität Nancy angesiedelt. Noch vor dem Jahr 2000 wurde ein Supplement angefertigt, das weitere 10.000 Artikel umfasst, und das ständig weiter bearbeitet wird.